# Terri Minsky
Terri Minsky (...) è una produttrice televisiva statunitense, creatrice di grandi serie di successo come Lizzie McGuire, Perfetti ma non troppo, The Geena Davis Show e Andi Mack.
Tra i suoi altri lavori vanno ricordate le scritture dei copioni di diversi episodi di Sex and the City. Minsky è attualmente il produttore esecutivo di "Sherri", una nuova serie televisiva con protagonista Sherri Shepherd che ha debuttato nell'ottobre 2009.